# 엔젤 고등학교
《엔젤 고등학교》(일본어: エンジェル高校 엔제루하이스쿠루[*], ANGEL HIGH SCHOOL)는 이누가미 스쿠네의 만화 작품이다. 쇼가쿠칸의 만화 잡지 월간 선데이 제넥스를 통해 2007년부터 2009년까지 연재되었었다.

## 개요
본 작품은 2007년 5월호에 연재 종료한 〈러버즈7〉4개월 이후부터 연재가 시작된 학원을 무대로 한 연애 이야기를 다루는 작품이다. 연재 화수는 총 23화, 연재 기간은 2007년 9월호부터 약 2년간 연재되어 전작 보다 짧은 연재 기간을 가지고 있다.
무대가 되는 천상계에 있는 천사를 육성하는 고등학교에서 교통사고를 인연으로 만나게 되는 주인공 소년과 그곳에서 재회하는 옛 소꿉친구와 다시 만나는 라이벌 고등학교의 여학생과의 관계, 지상에 남겨온 소망 등이 교차한다.
쇼가쿠칸을 통해 발행된 단행본은 총 3권으로, 제 3권에는 사이드 스토리 1화가 수록되어 있다.

## 단행본
1. 2008년 4월 23일, ISBN 978-4-09-157129-8
2. 2008년 11월 24일, ISBN 978-4-09-157154-0
3. 2009년 8월 24일, ISBN 978-4-09-157184-7